# SV Bad Aussee
Az SV Bad Aussee egy labdarúgóklub Bad Ausseeből, Ausztriából. Jelenleg a Red Zac Erste Liga-ban játszanak.

## Jelenlegi keret
| #  |          | Poszt | Név                  |
| -- | -------- | ----- | -------------------- |
| 1  | ausztria | K     | Harald Letnik        |
| 3  | ausztria | V     | Daniel Hofer         |
| 4  | ausztria | V     | Christian Neuper     |
| 5  | ausztria | V     | Martin Neuper        |
| 6  | ausztria | KP    | Alexander Neuper     |
| 7  | ausztria | KP    | Richard Strohmayer   |
| 11 | ausztria | CS    | Christian Falk       |
| 14 | ausztria | KP    | Bernhard Schachner   |
| 15 | ausztria | CS    | Ervin Bevab          |
| 16 | ausztria | KP    | Devid Stanisavljevic |

| #  |           | Poszt | Név                    |
| -- | --------- | ----- | ---------------------- |
| 17 | ausztria  | KP    | Thomas Stadler         |
| 18 | ausztria  | KP    | Manuel Kehre           |
| 19 | ausztria  | CS    | Philipp Schnabl        |
| 22 | ausztria  | K     | Dominik Seiwald        |
| 23 | német     | KP    | Adam Cichon            |
| –– | brazília  | V     | Rodrigo Frank Perreira |
| –– | ausztria  | V     | Christian Zach         |
| –– | ausztria  | KP    | Thomas Höller          |
| –– | szlovákia | CS    | Jan Koziak             |

## Külső hivatkozások
- Hivatalos honlap